# Leigh Francis
Leigh Francis (Leeds, 30 maggio 1973) è un attore britannico.

## Biografia
Nato a Leeds, luogo dove affronta gli studi, il suo primo ruolo televisivo è stato in om and Kirk's Nite O Plenty, interpretando Bobby Stark.
Ha creato e condotto il programma Bo' Selecta! per due anni ed ha anche inventato il personaggio di Keith Lemon che ha interpretato nella serie televisiva Keith Lemon's Very Brilliant World Tour nel 2008 e dallo stesso anno ha condotto il gioco televisivo Celebrity Juice, ancora tutt'oggi. Nel 2011 ha condotto il programma Sing If You Can e nel 2012 Lemon la Vida Loca e Keith Lemon's LemonAid, nuovamente con il personaggio fittizio da lui creato. Ha anche interpretato il ruolo protagonista nel film Keith Lemon: The Film, scritto da lui e da Paul Angunawela.